# Felice Berardo
Felice Mario Lodovico Berardo (Torino, 6 luglio 1888 – Torino, 12 dicembre 1956) è stato un calciatore e arbitro di calcio italiano.

## Carriera

### Club
Formatosi nel Piemonte Football Club, società con il quale conquistò la nazionale italiana e passò nel 1911 alla Pro Vercelli, in quegli anni potenza del calcio italiano, con cui vinse due scudetti in tre anni.
Nel 1914 divenne un calciatore del Genoa. Nello stesso anno Berardo fu coinvolto in uno scandalo corruzione relativo al tentato tesseramento professionistico da parte dei liguri di Angelo Mattea del Casale. Accusato di aver fatto da intermediario in occasione dell'illecito, a Berardo fu comminata una squalifica; stessa sorte toccò a Mattea, mentre il Genoa fu punito con sanzioni ai dirigenti, una multa e l'obbligo di disputare due partite casalinghe in campo neutro.
Con i genovesi Berardo conquistò nel 1915 il suo terzo ed ultimo scudetto che venne assegnato solo nel 1921, poiché il campionato fu interrotto dall'intervento italiano nella Grande Guerra.
Il suo esordio in rossoblu è datato 17 gennaio 1915, nella vittoria esterna per tre a zero contro il Venezia, incontro nel quale segnò una rete.
Al termine della prima guerra mondiale tornò nella sua Torino, vestendo la maglia dell'US Torinese con cui raggiunse il secondo posto del girone D delle semifinali nazionali nella Prima Categoria 1920-1921.
Dal 1921 passa al Torino, club nel quale esordisce il 27 novembre 1921 nel pareggio esterno per uno ad uno contro il Casale.
Con i torinisti raggiunge due secondi posti, nel girone A della Lega Nord di Prima Divisione 1922-1923 e nel girone B della Lega Nord di Prima Divisione 1923-1924.

### Nazionale
Esordì con l'Italia il 6 gennaio 1911 a Milano contro l'Ungheria che terminò con la vittoria dei magiari per uno a zero. Fu nazionale per 14 volte segnando due reti. Con l'Italia partecipò alle Olimpiadi di Stoccolma svoltesi nel 1912, giocandovi tre incontri.

## Arbitro
Inizia ad arbitrare nel 1908.

Fino al 1911 è sempre lui a dare la propria disponibilità alla Commissione Tecnica dapprima della FIF e poi della FIGC per arbitrare le partire quando non era impegnato con la sua squadra, il Piemonte.
Come per tutti gli arbitri in funzione prima del 1911, era la "Commissione Tecnica" che gestiva gli arbitri ed il campionato a stabilire chi fosse all'altezza per dirigere una partita di Prima Categoria, e lui, a soli 20 anni, era uno dei più giovani arbitri italiani.
Con la nascita dell'Associazione Italiana Arbitri nell'agosto del 1911, Felice non prese mai la tessera e continuò ad essere chiamato ad arbitrare ogni volta che dichiarava al C.T. della FIGC la propria disponibilità. Cessò l'attività arbitrale verosimilmente con l'ultima partita diretta nella stagione 1913-1914 per continuare quella calcistica.

## Statistiche

### Cronologia presenze e reti in Nazionale
| Cronologia completa delle presenze e delle reti in nazionale ― Italia | Cronologia completa delle presenze e delle reti in nazionale ― Italia | Cronologia completa delle presenze e delle reti in nazionale ― Italia | Cronologia completa delle presenze e delle reti in nazionale ― Italia | Cronologia completa delle presenze e delle reti in nazionale ― Italia | Cronologia completa delle presenze e delle reti in nazionale ― Italia | Cronologia completa delle presenze e delle reti in nazionale ― Italia | Cronologia completa delle presenze e delle reti in nazionale ― Italia |
| Data                                                                  | Città                                                                 | In casa                                                               | Risultato                                                             | Ospiti                                                                | Competizione                                                          | Reti                                                                  | Note                                                                  |
| --------------------------------------------------------------------- | --------------------------------------------------------------------- | --------------------------------------------------------------------- | --------------------------------------------------------------------- | --------------------------------------------------------------------- | --------------------------------------------------------------------- | --------------------------------------------------------------------- | --------------------------------------------------------------------- |
| 06/01/1911                                                            | Milano                                                                | Italia                                                                | 0 – 1                                                                 | Ungheria                                                              | Amichevole                                                            | -                                                                     |                                                                       |
| 07/05/1911                                                            | Milano                                                                | Italia                                                                | 2 – 2                                                                 | Svizzera                                                              | Amichevole                                                            | -                                                                     |                                                                       |
| 21/05/1911                                                            | La Chaux-de-Fonds                                                     | Svizzera                                                              | 3 – 0                                                                 | Italia                                                                | Amichevole                                                            | -                                                                     |                                                                       |
| 17/03/1912                                                            | Torino                                                                | Italia                                                                | 3 – 4                                                                 | Francia                                                               | Amichevole                                                            | -                                                                     |                                                                       |
| 29/06/1912                                                            | Stoccolma                                                             | Finlandia                                                             | 3 – 2                                                                 | Italia                                                                | Olimpiadi 1912 - Qualificazione                                       | -                                                                     |                                                                       |
| 01/07/1912                                                            | Stoccolma                                                             | Svezia                                                                | 0 – 1                                                                 | Italia                                                                | Olimpiadi 1912 - Consolazione quarti di finale                        | -                                                                     |                                                                       |
| 03/07/1912                                                            | Stoccolma                                                             | Austria                                                               | 5 – 1                                                                 | Italia                                                                | Olimpiadi 1912 - Consolazione semifinale                              | 1                                                                     |                                                                       |
| 01/05/1913                                                            | Torino                                                                | Italia                                                                | 1 – 0                                                                 | Belgio                                                                | Amichevole                                                            | -                                                                     |                                                                       |
| 15/07/1913                                                            | Vienna                                                                | Austria                                                               | 2 – 0                                                                 | Italia                                                                | Amichevole                                                            | -                                                                     |                                                                       |
| 11/01/1914                                                            | Milano                                                                | Italia                                                                | 0 – 0                                                                 | Austria                                                               | Amichevole                                                            | -                                                                     |                                                                       |
| 29/03/1914                                                            | Torino                                                                | Italia                                                                | 2 – 0                                                                 | Francia                                                               | Amichevole                                                            | 1                                                                     |                                                                       |
| 17/05/1914                                                            | Berna                                                                 | Svizzera                                                              | 0 – 1                                                                 | Italia                                                                | Amichevole                                                            | -                                                                     |                                                                       |
| 31/01/1915                                                            | Torino                                                                | Italia                                                                | 3 – 1                                                                 | Svizzera                                                              | Amichevole                                                            | -                                                                     |                                                                       |
| 18/01/1920                                                            | Milano                                                                | Italia                                                                | 9 – 4                                                                 | Francia                                                               | Amichevole                                                            | -                                                                     |                                                                       |
| Totale                                                                |                                                                       | Presenze                                                              | 14                                                                    |                                                                       | Reti                                                                  | 2                                                                     |                                                                       |

## Palmarès

### Club

#### Competizioni nazionali
- Campionato italiano: 3

Pro Vercelli: 1911-1912, 1912-1913
Genoa: 1914-1915